# 难以抗拒
难以抗拒（"Hips Don't Lie"）是哥伦比亚歌手夏奇拉与Wyclef Jean演唱的一首拉丁风格的流行歌曲。
夏奇拉被邀请在2006年世界盃足球賽闭幕式现场演唱此曲。